# متحف التاريخ في يريفان

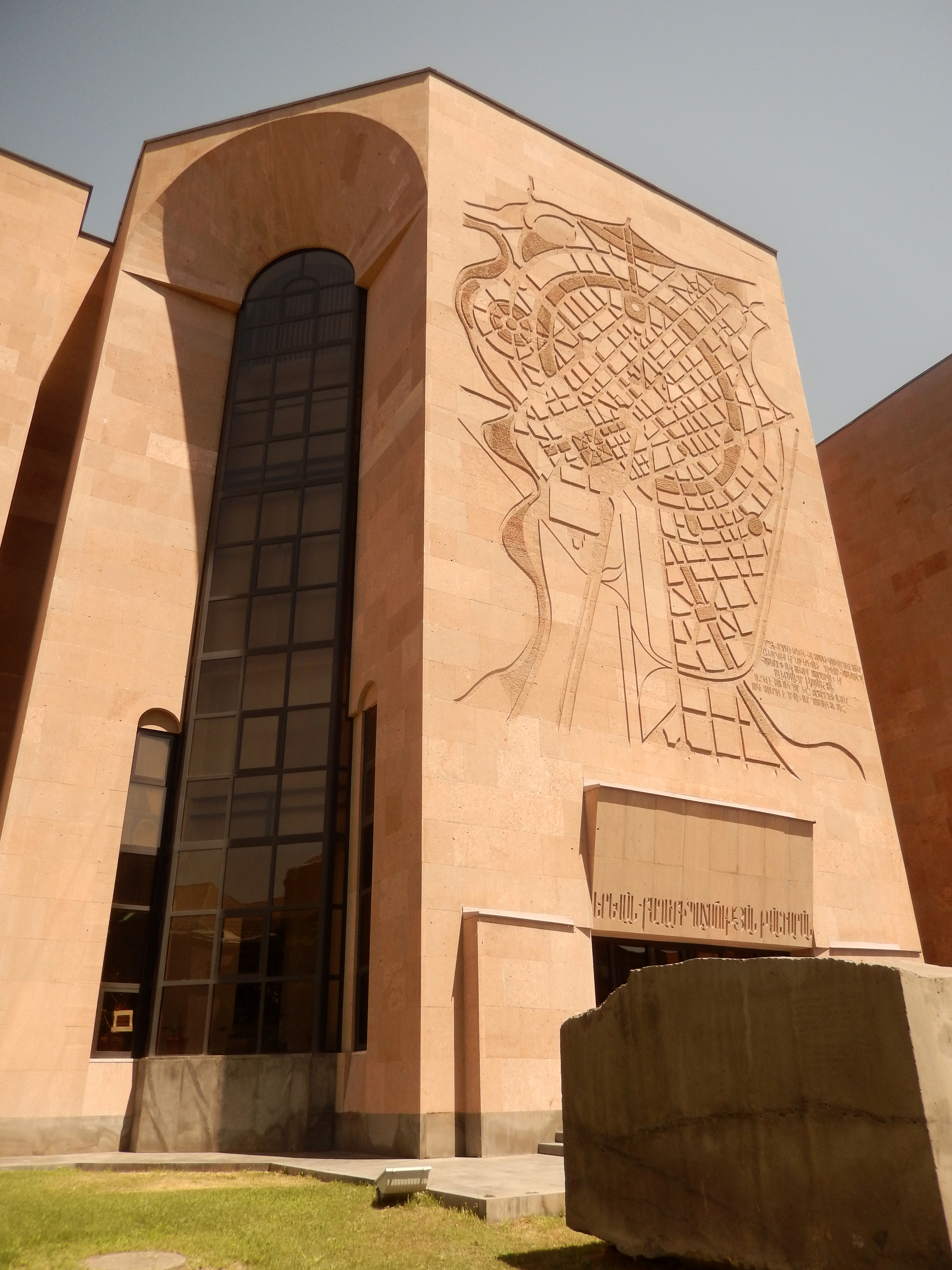
متحف التاريخ بيريفان

متحف يريفان للتاريخ أو متحف التاريخ في يريفان هو متحف بلدي بمدينة يريفان مُختص بتاريخها.
فَتَحَ المتحف أبوابه للزوار أول مرة في عام 1931 وقد شهد منذ هذا التاريخ تغييرا لمكانه عديد المرات، إلا أنه استقر منذ سنة 2005 في مبنى مجاور لمبنى بلدية يريفان للمنشئتين نفس المهندس وهو جيم توروسيان.

## التاريخ
عند تأسيسه سنة 1931 كان المتحف يحمل اسم المتحف الشعبي. وكان متكونا من غرفتين في الطابق الثاني من مبنى يريفان للإطفاء وفي عام 1936 تم نقل المعروضات إلى المسجد الأزرق. أما بين 1994 و1997 اتخذ المتحف جمنازيوم هريبسيم النسائي القديم مقرا له. من عام 1997 إلى عام 2005 ظل المتحف في أحد مباني مدرسة ثانوية. منذ سنة 2005 استقر بمبنى بجانب مجلس بلدية يريفان.

## المجموعات
في سنة 2017، تواجدت في متحف يريفان للتاريخ أكثر من 94000 قطعة محفوظة تنقل للزائر جزءا من ثقافة المدينة منذ العصور القديمة وصولا إلى يومنا هذا. تتميز القطع بتنوعها من آثار علم المسكوكات، الفنون الجميلة، السجلات المكتوبة، الصور الفوتوغرافية إلخ. جذير بالذكر هنا أن بعضها لا زال محفوظا في مخزن المتحف. إضافة إلى هذا؛ يوجد بالمتحف ثلاثة معارض علمية لدراسة تاريخ يريفان.

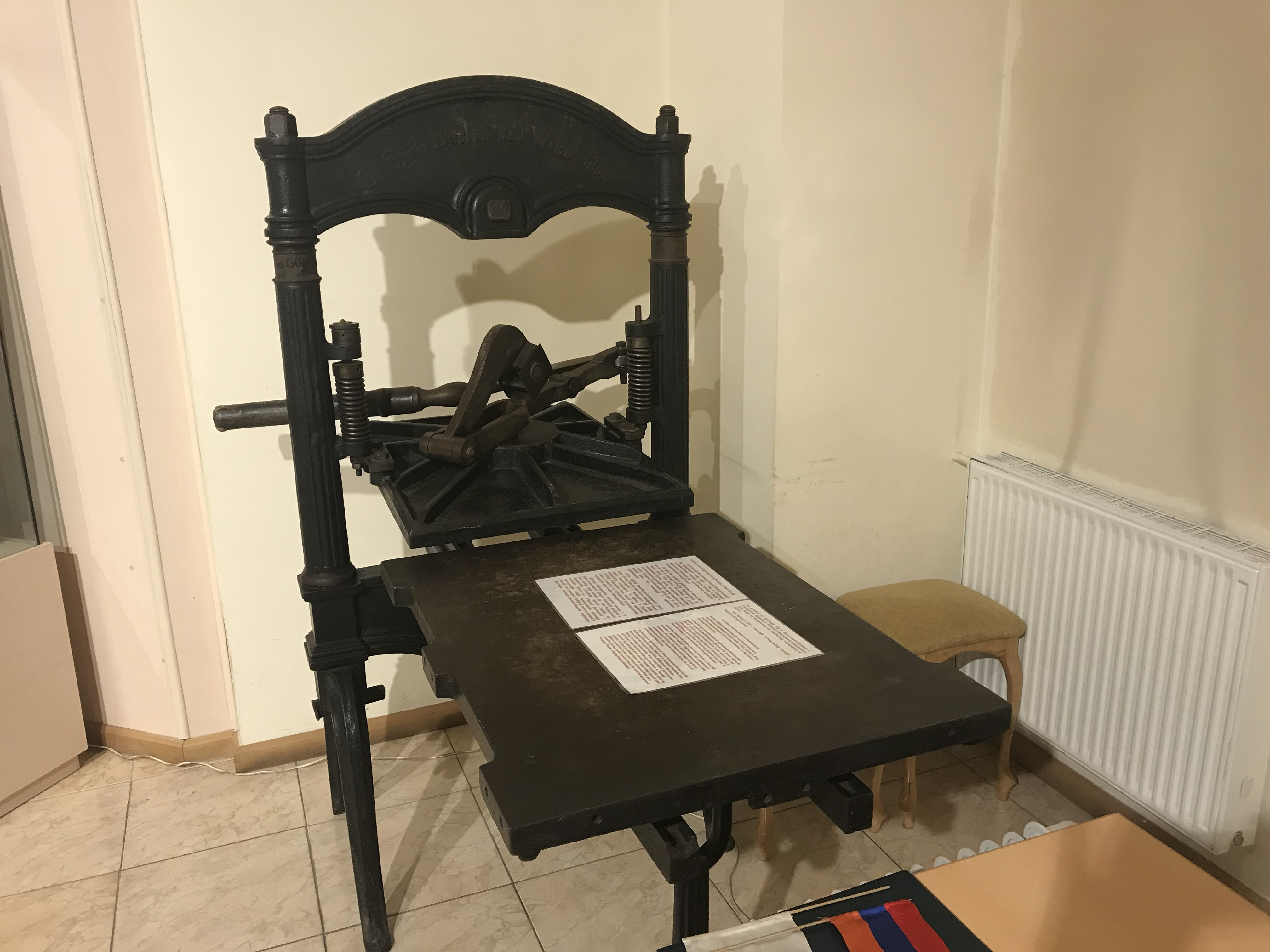
طاولة يحتفظ به المُتحف
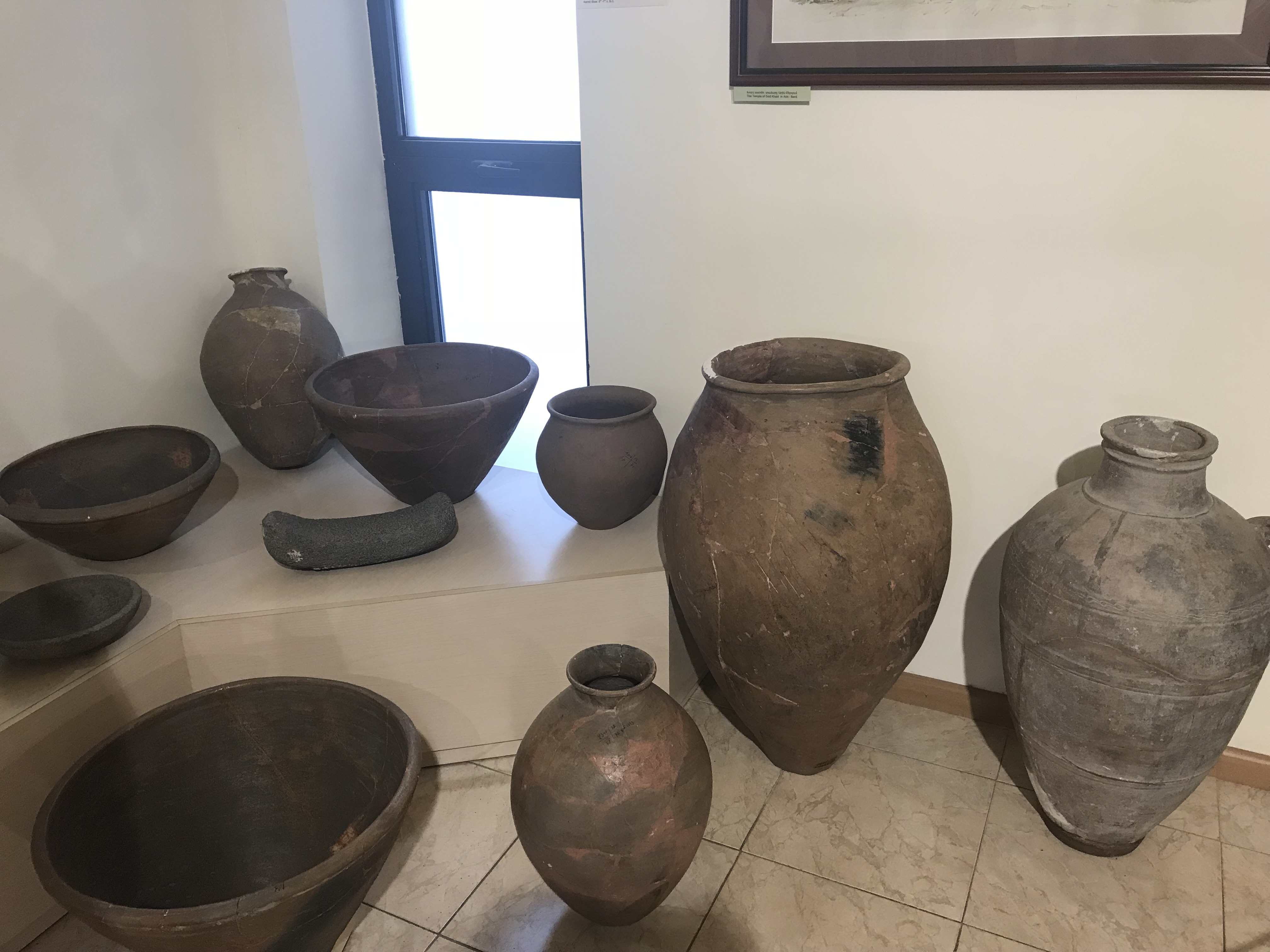
بعض الأواني الثراتية داخل أرضية المتحف
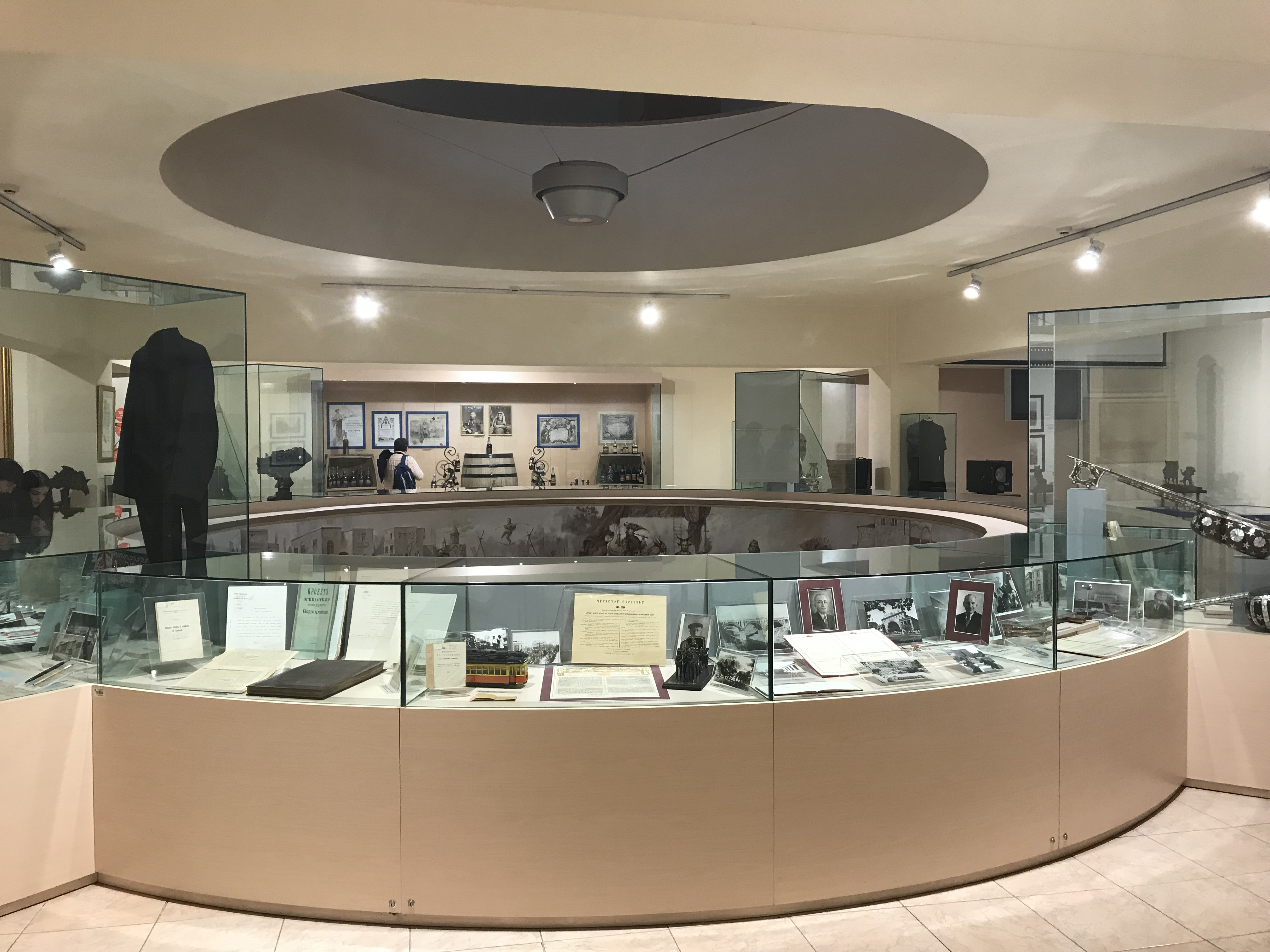
قاعة في المتحف

## المجلس العلمي
للمتحف مجلس علمي يتضمن الأعضاء التاليين:
المهندسين
- ألكسندر تامانيان
- توروس تورامانيان
- ن.بونياتيان
- م.مزمانيان

الرسامين
- مارتيوس ساريان
- ج.قيردجان
- تاراقوس

النحاتين
- ا. سركيسيان

العلماء
- ستيبان ليسيتيسيان
- ي.شاهازيز
- ا.برخوداريان
- ب.اراكليان
- ت.هاكوبيان